# Domagné
Domagné é uma comuna francesa na região administrativa da Bretanha, no departamento de Ille-et-Vilaine. Estende-se por uma área de 29 km². Em 2010 a comuna tinha 2 398 habitantes (densidade: 82,7 hab./km²).